# 駒沢オリンピック公園総合運動場屋内球技場

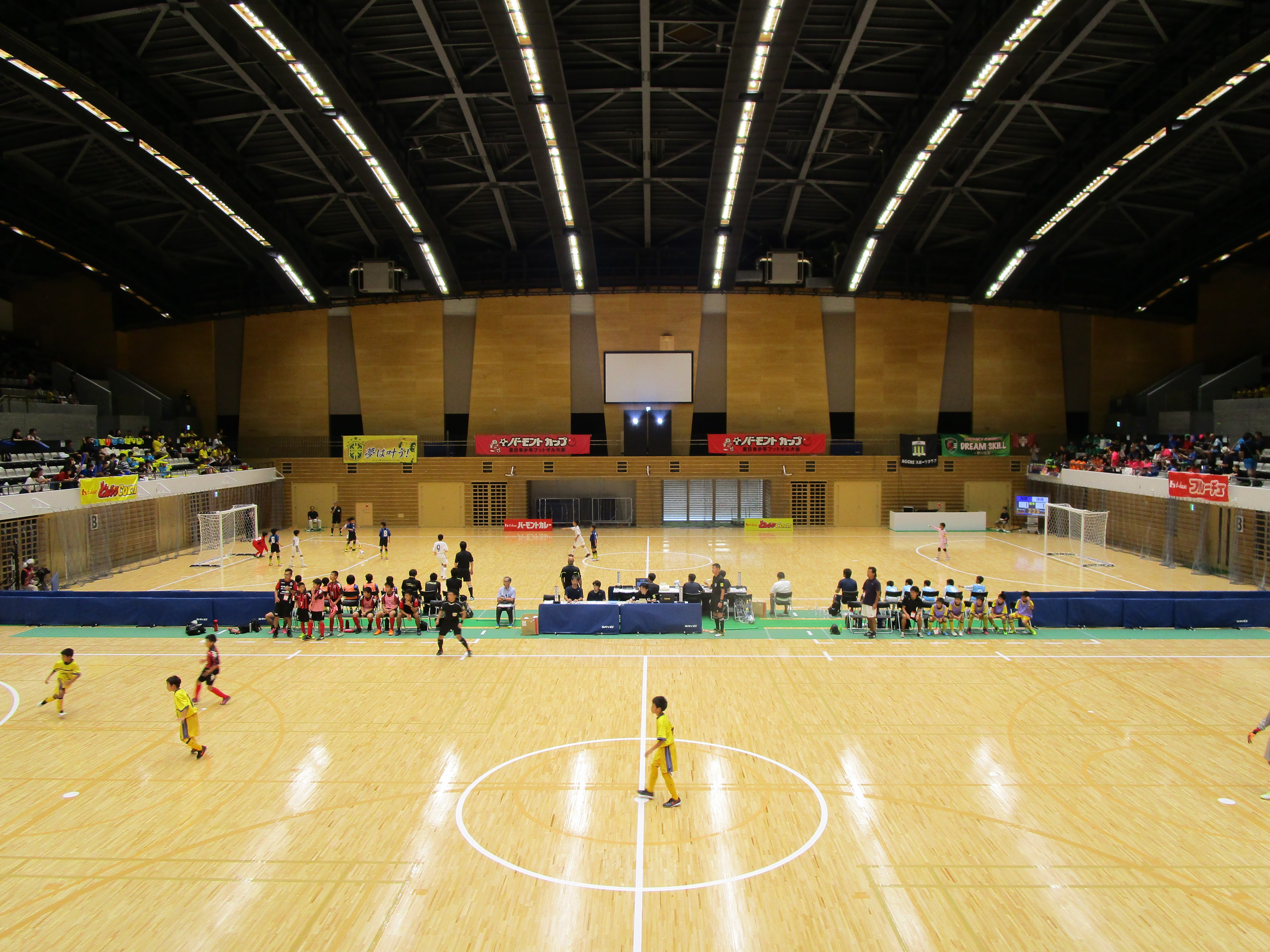
アリーナ

駒沢オリンピック公園総合運動場屋内球技場（こまざわオリンピックこうえん そうごううんどうじょう おくないきゅうぎじょう）は東京都世田谷区の駒沢オリンピック公園にある屋内競技施設。2017年7月にリニューアルオープンした。

## 概要
1964年東京オリンピックを記念して整備された駒沢オリンピック公園内の一施設として開場。東京オリンピックではバレーボール競技のメイン会場として使用された。東洋の魔女と謳われた日本女子代表チームが優勝したことで知られる施設でもある。
体育館は1993年にリニューアルされたが、こちらは50年近くにわたり内外装とも当時の原型をほぼそのまま残した状態だったため老朽化が著しく、全面改築されることが決定した。
2014年5月17日から25日に「屋内球技場・第一球技場メモリアルイベント」と題し、関東大学女子1部リーグ公式戦や東洋の魔女らを招いたクロージングセレモニーが執り行われた。
2014年7月から解体し、2017年7月に新しい屋内球技場が竣工し、リニューアルイベントと開所式が執り行われた。しかし、開館早々の2017年8月、豪雨により施設の一部が浸水、利用が中止される事象が発生した（イベントは隣の体育館にて催行）。
前述のごとく、1964年の東京オリンピックバレーボール競技で使用された他、バスケットボール、ハンドボール、フットサルなど室内球技を中心に利用されている。また屋内球技場と名乗っているが、それ以外の屋内競技やイベントにも利用できるため、体育館の補助競技場としての役目も持っている。屋内球技場・体育館は、2025年「デフリンピック（聴覚障碍者の国際スポーツ大会）」のうち、ハンドボール、レスリング（グレコローマンスタイル・フリースタイルとも）の会場（どちらを使用するかについては未定）に指定されている。

## 新施設
- 競技場面積:1833㎡（47m×39m）
- バレーボール2面（6・9人制）、または3面（コート間6m）
- バスケットボール2面
- バドミントン8面
- ハンドボール1面
- フットサル1面
- 卓球公式15台～最大28台
- シッティングバレーボール3面他
- 収容人員:1558席（うち車いす席26）

## 旧施設
- アリーナ

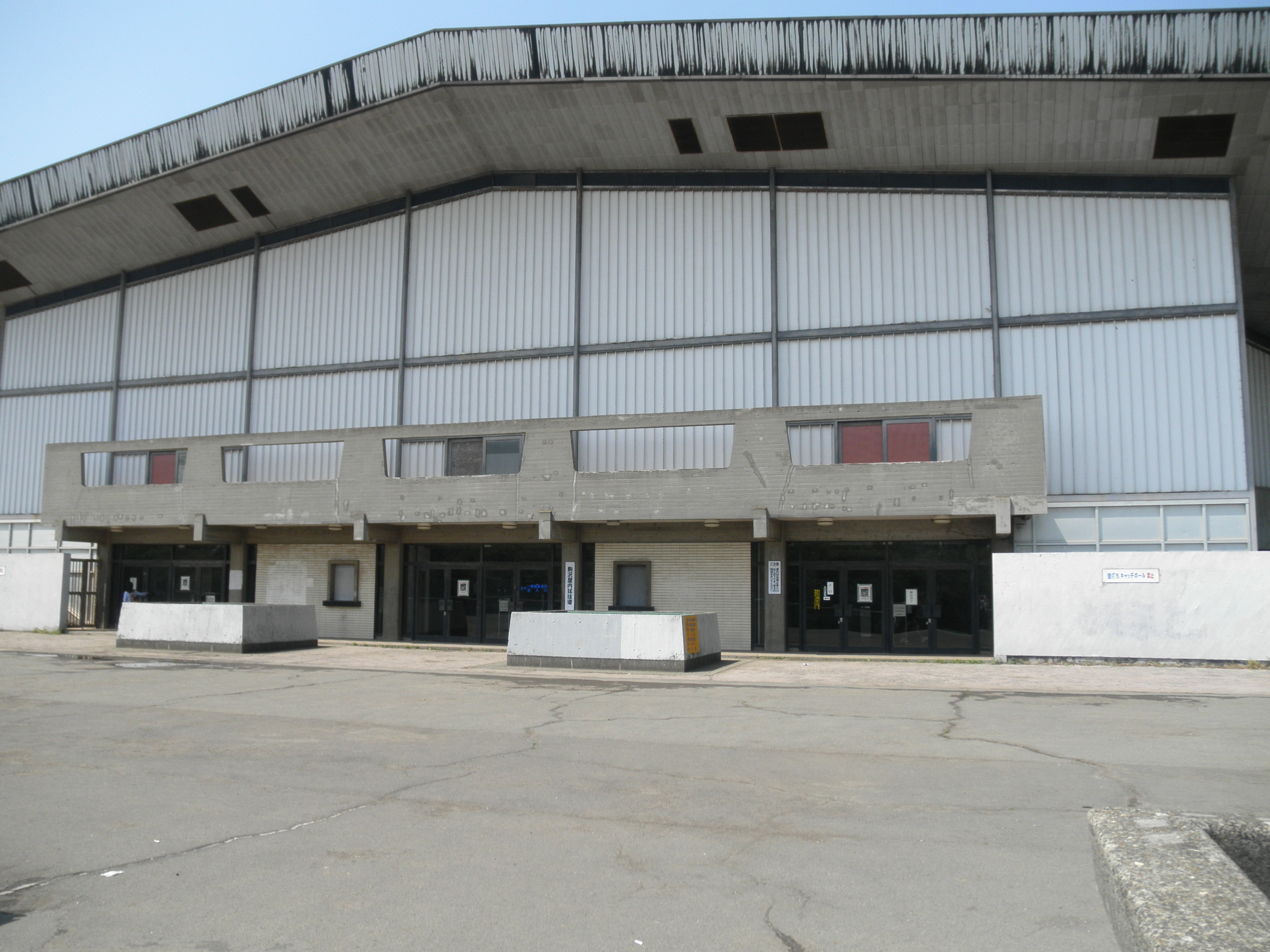
入口付近

  - アリーナ面積 1,629m2（35.4m×46m）
  - 利用可能数 - バレーボール 3面、バスケットボール 2面、バドミントン 8面、卓球 22台など
  - 観客席数 - 2,355席、身障者用 4席

## 交通アクセス
- 東急田園都市線駒沢大学駅 徒歩15分またはバス4分。

## 公園内その他の施設
- 陸上競技場
- 硬式野球場
- 球技場（第1、第2）
- 体育館